# Ratpenat frugívor de Nova Caledònia
El ratpenat frugívor de Nova Caledònia (Notopteris neocaledonica) és una espècie de ratpenat de la família dels pteropòdids. És endèmic de Nova Caledònia. El seu hàbitat natural són les coves de la part septentrional de l'arxipèlag. Està amenaçat per la pertorbació de les coves que habita, així com la caça pels humans.